# Tessaradoma sinulabiata
Tessaradoma sinulabiata är en mossdjursart som beskrevs av David och Pouyet 1986. Tessaradoma sinulabiata ingår i släktet Tessaradoma och familjen Tessaradomidae. Inga underarter finns listade i Catalogue of Life.